# Aslı Çakır Alptekin
Pour les articles homonymes, voir Alptekin et Çakır.
Aslı Çakır Alptekin, née Çakır le 20 août 1985 à Antalya, est une athlète turque spécialiste du demi-fond du 1 500 mètres et 3 000 mètres, dont la carrière s'étire de 2002 pour se conclure par une suspension à vie en 2017 en raison de trois délits de dopage au cours de sa carrière. Vainqueur du titre olympique du 1 500 mètres aux Jeux olympiques de 2012 de Londres devant sa compatriote Gamze Bulut, elles sont toutes deux par la suite déchues de leurs titres pour des faits de dopage.
Çakır Alptekin connaît sa première suspension pour dopage lors de sa participation au Championnats du monde juniors 2004 sur le 3 000 mètres. Elle revient après une première suspension de deux ans. Après des résultats quelconques sur le 3 000 mètres, elle se réoriente sur le 1 500 mètres avec des résultats spectaculaires. Championne d'Europe en 2010 et 2012, championne du monde en salle en 2012, elle s'offre le titre olympique le 10 août 2012 devant Bulut. Soupçonnée de dopage dans les semaines qui suivent son titre, elle se retire dans l'attente de la fin de procédure mais est finalement condamnée et suspendue quatre années et le retrait de tous ses titres remportées depuis 2010. Revenue en compétition, elle est définitivement suspendue à vie en 2017 après être de nouveau convaincue de dopage.

## Carrière

### Biographie
Affiliée au Üsküdar Belediyespor, elle s'est mariée avec son entraineur Ihsan Alptekin.
Suspendue pour dopage pour deux ans en 2004, elle revient ensuite aux compétitions. Elle remporte la médaille de bronze aux championnats du monde en salle à Istanbul en mars 2012 sur 1 500 mètres.
En avril 2013, elle est convaincue de dopage par la fédération internationale d'athlétisme un an après son titre olympique pour des anomalies sur son passeport biologique,. Le Tribunal arbitral du sport (TAS) confirme la validité de l'appel de l'IAAF et annule tous ses résultats à compter de juillet 2010 et la suspend jusqu'en 2021.

### Palmarès
| Date | Compétition                    | Lieu      | Résultat | Épreuve      | Performance   |
| ---- | ------------------------------ | --------- | -------- | ------------ | ------------- |
| 2010 | Championnats d'Europe          | Barcelone | DQ       | 1 500 mètres | 4 min 02 s 17 |
| 2011 | Universiade d'été              | Shenzhen  | DQ       | 1 500 mètres | 4 min 05 s 56 |
| 2012 | Championnats du monde en salle | Istanbul  | DQ       | 1 500 mètres | 4 min 08 s 74 |
| 2012 | Championnats d'Europe          | Helsinki  | DQ       | 1 500 mètres | 4 min 05 s 31 |
| 2012 | Jeux olympiques                | Londres   | DQ       | 1 500 mètres | 4 min 10 s 23 |

### Records
| Épreuve              | Épreuve              | Performance   | Lieu     | Date         |
| -------------------- | -------------------- | ------------- | -------- | ------------ |
| 800 mètres           | 800 mètres           | 2 min 03 s 09 | Izmir    | 30 juin 2010 |
| 1 500 mètres         | 1 500 mètres         | 4 min 04 s 8  | Izmir    | 29 juin 2010 |
| 3 000 mètres steeple | 3 000 mètres steeple | 9 min 36 s 01 | Istanbul | 13 juin 2009 |